# Roter Urban
Roter Urban ist eine weiße Weißweinsorte. Trotz der leicht rötlich gefärbten Trauben zählt die Rebsorte ähnlich wie der Gewürztraminer oder der Grauburgunder zu den weißen Sorten. Wie der Blaue Urban war die Sorte früher im Gemischten Satz mit anderen Rebsorten zu finden. Heute handelt es sich bei dem Roten Urban um eine absolute Rarität.
Eine Verwandtschaft zur Sorte Blauer Urban ist nicht belegt.
Siehe auch die Artikel Weinbau in Deutschland und Weinbau in Österreich sowie die Liste von Rebsorten.

## Synonyme
Die Sorte Roter Urban ist auch unter den Namen Calebstraube, Süßwälscher, Süsswelscher, Urban Rot, Urben, Urben Rot, Urben Rotling und Urben Rouge bekannt.

## Ampelographische Sortenmerkmale
In der Ampelographie wird der Habitus folgendermaßen beschrieben:
- Die Triebspitze ist offen. Sie ist stark weißwollig behaart, mit karminrotem Anflug. Die Jungblätter sind spinnwebig behaart und von gelblicher Farbe.
- Die mittelgroßen dunkelgrünen Blätter sind dreilappig und kaum gebuchtet. Die Stielbucht ist V-förmig geschlossen. Das Blatt ist spitz gezähnt. Die Zähne sind im Vergleich der Rebsorten mittelgroß. Die Blattoberfläche (auch Spreite genannt) ist blasig derb.
- Die konus- bis walzenförmige Traube ist  mittelgroß und lockerbeerig. Die rundlichen bis leicht ellipsenförmigen Beeren sind mittelgroß bis groß und von hellroter Farbe.

Die Rebsorte Roter Urban reift ca. 20 bis 25 Tage nach dem Gutedel und zählt daher in Deutschland zu den spätreifenden Sorten.